# Fechtbuch
Fechtbuch (plusieurs Fechtbücher) est un manuel de combat (de lutte et/ou d'escrime) rédigé en Saint-Empire au Moyen Âge et à la Renaissance.
Le Royal Armouries Ms. I.33 est le plus ancien Fechtbuch connu nous étant parvenu. Le plus ancien manuel connu provenant de France est Le jeu de la hache ; pour l'Italie, c'est Flos Duellatorum.